# Macraspis tristis
Macraspis tristis är en skalbaggsart som beskrevs av François Louis Nompar de Caumont de Laporte 1840. Macraspis tristis ingår i släktet Macraspis och familjen Rutelidae. Inga underarter finns listade i Catalogue of Life.